# .cm
.cm (Camarões) é o código TLD (ccTLD) na Internet para os Camarões, criado em 1995 e operado pela Camtel, por meio da Netcom.cm.
Em 2006, foi apontado um grande número de erros de execução nos registros Wildcard DNS do ccTLD .cm, e vários navegadores com mecanismos de pesquisas, reportavam sites .cm para sites .com, o que gerou um grande interesse na comercialização internacional do .cm.
Em 2008, foi fundada a Netcom.cm, que criou os domínios  .com.cm, .co.cm e .net.cm, e iniciou em 2009, o processo e liberação de registros de domínios de segundo sob o .cm a nível internacional.
A partir de 2009, por meio de regulamentação governamental, qualquer pessoa física ou jurídica, nacional ou estrangeira, poderia registrar um domínio .cm. A Netcom.cm manteve restrição de registro de domínios Apenas para o .gov.cm, dedicado a entidades Governamentais dos Camarões.